# Токаев, Ихлас Кардашевич
Ихлас Кардашевич Токаев, другой вариант фамилии — Такаев (1 февраля 1901 года, село Маджалис — 1 января 1991 года, там же) — бригадир полеводческой бригады Меркенского свеклосовхоза Министерства пищевой промышленности СССР, Меркенский район Джамбулской области, Казахская ССР. Герой Социалистического Труда (1948).

## Биография
Родился в 1901 году в зажиточной семье землепользователя в селе Маджалис. Согласно наградным документам — азербайджанец по национальности По другим данным по национальности — кумык. Окончив арабскую начальную школу в родном селе, трудился в семейном хозяйстве. В 1935 году после акции раскулачивания вместе с семьёй выслан в Джамбульскую область Казахской ССР. Работал свекловодом во 2-м отделении Меркенского свеклосовхоза.
С 1942 по 1945 года участвовал в Великой Отечественной войне. Воевал наводчиком миномёта в составе 979-го стрелкового полка. Участвовал в сражениях при обороне Северного Кавказа в окрестностях Моздока. Получил два ранения. Войну завершил в Праге в мае 1945 года. После демобилизации возвратился в Меркенский район, где продолжил трудиться в свекловодческой бригаде Меркенского свеклосовхоза. Был назначен бригадиром свекловодческой бригады.
В 1947 году бригада Ихласа Токаева получила в среднем по 922 центнера сахарной свеклы с каждого гектара на участке площадью 10,2 гектаров. Указом Президиума Верховного Совета СССР от 8 мая 1948 года удостоен звания Героя Социалистического Труда за «получение высокого урожая сахарной свёклы в 1947 году» с вручением ордена Ленина и золотой медали «Серп и Молот» (№ 2207).
Этим же указом званием Героя Социалистического Труда были награждены директор совхоза Павел Самойлович Холодов, старший агроном совхоза Марк Кириллович Шандренко, управляющие совхозными отделениями Аманжол Тургумбаевич Тургумбаев, Пётр Григорьевич Шах, старший механик Василий Кириллович Негода, передовые свёкловоды совхоза бригадиры Зара Абдулвагабовна Гаджиева, Пётр Иванович Зотов, Антонина Самуиловна Нобель, звеньевые Тажудин Ильясович Аджиев, Гаджимагомед Казиевич Камбулатов, Шухаин Исмаилович Келеметов, Нузула Хачьяевна Курджиева, Анастасия Филипповна Николаева, Хапиз Исаевич Чупанов и Гульминиса Халиулевна Шеримбаева.
С 1952 года — бригадир животноводческой бригады. В 1956 году вместе с семьёй возвратился в Дагестан. Трудился объездчиком в винсовхозе Хасавюртовского района и позднее — завхозом школы в селе Байрамаул. В 1960 году возвратился в родное село, где работал пчеловодом в лесосадоводческом совхозе, затем в рабочим в Катайгском опытном хозяйстве. Трудился до 80-летнего возраста.
Скончался в 1991 году.
Память
Его именем названа улица в селе Маджалис.
Награды
- Герой Социалистического Труда
- Орден Ленина
- Орден Отечественной войны 2 степени (05.06.1945)
- Орден Красной Звезды (30.07.1944)
- Медаль «За отвагу» (29.06.1944)
- Медаль «За боевые заслуги» (06.11.1944)